# 金智健
金智健（1965年12月—），男，天津人，中华人民共和国外交官，曾任中华人民共和国驻冰岛共和国特命全权大使，现任外交部机关及驻外机构服务中心党委书记、主任。

## 生平
1988年，进入中华人民共和国外交部工作，先后在驻冰岛大使馆、外交部西欧司、驻英国大使馆、外交部办公厅、驻芝加哥总领事馆任职。2004年，任驻丹麦大使馆参赞。2008年，任外交部副司级干部。2009年，任外交部礼宾司参赞，后升任副司长。2014年9月，出任中华人民共和国驻克赖斯特彻奇总领事。2017年，任外交部副司级干部。2018年3月，出任中华人民共和国驻冰岛大使。2021年9月，自驻冰岛大使离任，改任外交部机关及驻外机构服务中心党委书记、主任。

## 家庭
已婚，有一子。